# Estanislau José de Oliveira
Estanislau José de Oliveira, segundo barão de Araraquara (1829 — 29 de maio de 1902), foi um fazendeiro brasileiro, importante cafeicultor da região de Anápolis e coronel da Guarda Nacional.
Filho de José Estanislau de Oliveira, primeiro barão de Araraquara, e de Elisa Justina de Melo Franco. Casou-se com sua prima Amélia Cândida de Oliveira Luz, com a qual teve extensa prole.

## Títulos nobiliárquicos e honrarias
2.º barão de Araraquara
Título conferido por decreto imperial em 28 de fevereiro de 1885. Faz referência à cidade paulista de Araraquara, região onde o pai do nobre possuía cafezais, e em tupi significa refúgio dos papagaios.